# 辛金鎮區 (密蘇里州登特縣)
辛金鎮區（英語：Sinkin Township）是位於美國密蘇里州登特縣的一個行政鎮區。

## 地方資料
辛金鎮區的面積為184.99平方千米，當中陸地面積為184.98平方千米，而水域面積為0.01平方千米。根據2020年美國人口普查的數據，當地共有人口242人，而人口密度為每平方千米1.31人。